# Боевая группа против бесчеловечности
«Боевая группа против бесчеловечности» (также «Группа борьбы против бесчеловечности», нем. Kampfgruppe gegen Unmenschlichkeit, сокр. KgU) — антикоммунистическая организация в Западном Берлине, занимавшаяся подрывной деятельностью против ГДР.
«Боевая группа против бесчеловечности» была основана в 1948 году Райнером Хильдебрандтом, Гюнтером Биркенфельдом и Эрнстом Бендой, получила от Межсоюзнической комендатуры лицензию политической организации 23 апреля 1949 года. Финансировалась в значительной степени американскими секретными службами и поначалу сотрудничала с Организацией Гелена. По истечении лицензии организация была зарегистрирована в реестре общественных организаций в участковом суде берлинского района Шарлоттенбург 2 апреля 1951 года. В 1951—1958 годах организацию возглавлял социал-демократ Эрнст Тиллих. Организация была распущена в 1959 году.
Первоначально «Боевая группа против бесчеловечности» занималась розыском лиц, арестованных после Второй мировой войны в советской зоне оккупации как врагов оккупационных властей и коммунистического режима и годами сидевших вместе с нацистскими преступниками в специальных лагерях или переправленных в СССР. Для поиска пропавших в заключении лиц «Боевая группа» пользовалась возможностями вещавшей на Берлин радиостанции РИАС. Собранная в процессе розыска информация передавалась западным разведкам. Боевая группа занималась также сбором информации о государственных деятелях ГДР, чтобы после падения режима в ГДР призвать их к ответу. Высшим государственным лицам рассылались письма с угрозами. Своих сторонников «Боевая группа» вербовала среди молодёжи в образовательных учреждениях. Листовки «Боевой группы» критиковали политику СЕПГ, ССНМ и деятельность Министерства госбезопасности и советских спецслужб. В 1950-е годы «Боевая группа» выступала за объединение Германии и вела агитацию против советских войск.
В начале 1950-х годов «Боевая группа» перешла к саботажу в гражданских учреждениях. Также, участники группы повредили мост через Финов-канал и подрывали железнодорожные пути. Перед открытием Международного фестиваля молодёжи и студентов в Берлине члены «Боевой группы» разбрасывали на улицах города острые стальные иглы, прокалывавшие автомобильные покрышки, чтобы усложнить въезд участников фестиваля. 4 и 8 сентября 1951 года «Боевая группа» организовала поджог магазинов в Лейпциге. «Боевая группа» занималась экономическим саботажем, подделывая ведомственную корреспонденцию, в результате чего продовольственные грузы отправлялись по неправильным адресам, а по фальсифицированным приказам останавливалось производство и снижались цены в магазинах розничной торговли. «Боевая группа» занималась порчей оборудования, товаров и продуктов питания и изготовляла фальшивые почтовые марки. В августе 1951 года «Боевая группа» организовала два поджога участка автомобильной дороги с деревянным покрытием, в мае 1952 года, чтобы помешать железнодорожному сообщению между Москвой и Берлином, планировала взрыв железнодорожного моста через автомобильную трассу под Эркнером, который мог повлечь человеческие жертвы. Террористический акт не состоялся только из-за отсутствия транспорта для бегства его участников. Боевая группа также планировала повредить взрывом электроснабжение в ГДР. Подразделение «Боевой группы» в Саксонии-Анхальт планировало убийство председателя райкома СЕПГ в Кальбе с помощью отравленных шоколадных конфет, но участников группы вскоре арестовали.
Советские оккупационные власти и силовые структуры ГДР жёстко преследовали участников «Боевой группы». В конце ноября 1951 года на закрытых заседаниях советского военного трибунала 42 участника «Боевой группы» были приговорены к смертной казни, приговоры приводились в исполнение в СССР. Большинство других участников «Боевой группы» были приговорены к 25 годам лагерных работ и были также отправлены в СССР. Политические заключённые из Боевой группы были освобождены из лагерей в СССР вместе с немецкими военнопленными в 1955 году в соответствии с договорённостями, достигнутыми на переговорах во время визита Конрада Аденауэра в Москву.